# Chlorate de calcium
Le chlorate de calcium est un composé du calcium principalement utilisé comme désherbant.

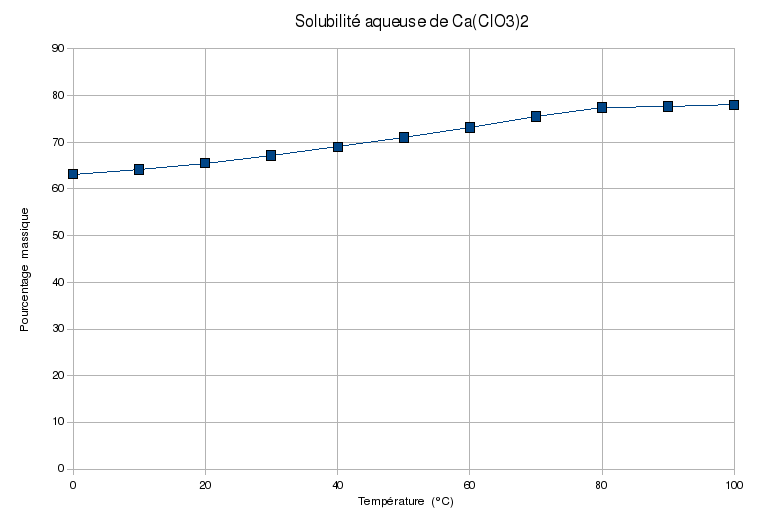
Solubilité dans l'eau.